# Irritabel tarm
Irritabel tarm, colon irritabile eller IBS (engelska: irritable bowel syndrome, ’orolig tarm-syndrom’) är en av världens vanligaste sjukdomar som kan ge förstoppning, diarré, besvärande gasbildning och magsmärtor.
IBS är vanligare hos kvinnor och var tionde person i Sverige har IBS. Sjukdomen är kronisk och ofta livslång men kan i vissa fall förbättras med tiden. IBS debuterar oftast mellan 20- och 30-årsåldern, men kan börja både tidigare och senare. Vid psykisk stress kan sjukdomen förvärras, likaså kan viss mat försämra tillståndet. Det är dock bara en liten del som söker hjälp för problemen och får en diagnos. Sjukdomens grad av symtom varierar mellan olika personer.
IBS har gått under många namn genom tiderna, såsom colon irritabile, tjocktarmskatarr och funktionella tarmbesvär/tarmsjukdom. Det handlar om en funktionell störning och kan alltså inte detekteras genom tester, till exempel blodprov.
Orsaken till IBS är inte fastställd, men troligen kan förändringar i tarmfloran utgöra en delförklaring.

## Diagnostik
Vid diagnostisering utesluts andra vanliga orsaker till besvären, till exempel laktosintolerans genom laktosbelastningstest, celiaki genom antikroppstest, hypotyreos och hypertyreos genom mätning av halten tyreoideahormoner i blodet, cancer genom undersökningar som till exempel rekto-, gastro- och koloskopi. Patienten får också svara på frågor, och diagnostiseringen sker genom att man kontrollerar om den drabbade uppfyller vissa diagnoskriterier.

### Rom-kriterierna
För diagnosen irritabel tarm krävs att patienten upplever kroniska eller återkommande symptom som inte kan förklaras av organiska avvikelser i mag- och tarmkanalen, samt att de så kallade Rom-kriterierna är uppfyllda. 
Den senaste uppdateringen av Rom-kriterierna är Rom IV:
Återkommande buksmärta, under minst 1 dag per vecka de 3 senaste månaderna, som är associerade med 2 eller fler av följande kriterier:
1. Relaterad till defekation (tarmtömning)
2. Ändrad avföringsfrekvens
3. Ändrad avföringskonsistens

Kriterierna ska uppfyllas de senaste 3 månaderna med start åtminstone 6 månader före diagnos. 

## Orsak
Orsaken till IBS är okänd. Uppkomsten av IBS kan variera från person till person, en del upplever att symtomen kommer plötsligt, medan andra inte med säkerhet kan säga när symtomen började (symtomen ”växer” fram). 
Orsaken bakom IBS kan sällan fastställas, utan kan bero på flera olika saker. Bland annat kan långvarig stress, störd tarmflora eller dåliga matvanor leda till IBS-besvär. Oftast är det en kombination av många små faktorer som utlöser besvären. Vissa läkare och tarmspecialister beskriver orsaken till IBS som fysiologiska snarare än psykologiska. Det är trots allt rörelsemönstret i tarmarna som orsakar de större besvären hos IBS-patienter. 
Smärtan uppstår då avföringen pressas oregelbundet genom tarmen och beskrivs oftast som krampande.
Inom psykologin och i huvudsak inom den kognitiva grenen är den gängse uppfattningen att IBS orsakas av obehandlad psykisk stress. Diagnostiken och behandlingen av IBS har fokuserat på att stävja symtom vilket medför långvariga och ofta kostsamma behandlingsformer. Vid behandling av den kausala delen av sjukdomsbilden har snabb (inom kognitiv psykologi) och långvarig lindring av symtombilden dokumenterats. Kognitiv beteendeterapi har i en stor genomgång av studier visat högst effektivitet bland olika psykoterapeutiska modeller.
Inom gastroenterologin antas att en förändrad tarmflora kan bidra till sjukdomen. Sådan förändring kan uppkomma efter en infektionssjukdom och överväxt av bakterier i tunntarmen, vilket kan orsaka inflammation. Även långvariga antibiotikabehandlingar kan slå ut tarmfloran. Vid IBS finns en förändrad tarmflora. Dock är det oklart om IBS orsakar den förändrade tarmfloran eller tvärtom.
Liknande symtom som IBS finns vid korsallergi. När man exponeras för mögel i luften och samtidigt mögel i mat kan korsreaktivitet mellan allergenerna uppstå. En specifik antikropp inom immunsystemet känner igen proteiner som är likvärdiga allergenen. När immunsystemet känner igen mögelallergener i både föda och inandningsluft kan detta tillsammans leda till magbesvär, obehag, och kramp i magen. 

## Behandling
IBS är en kronisk sjukdom och kan inte botas. Den behandling som finns syftar till symtomlindring.
Ökad mängd av vattenlösliga fibrer i kosten kan minska symtom hos personer med IBS. De används både vid förstoppning och diarré. Dessa så kallade bulkmedel binder vatten och ger en ökad volym, vilket stimulerar tarmrörelserna och ger avföringen mjukare konsistens. Vi-Siblin, Vi-Siblin S, Lunelax och Husk är godkända vattenlösliga fibrer som finns tillgängliga utan recept. Bulkmedlet karayagummi (som finns i Inolaxol), en form av fiber som varken bryts ner av kroppen eller av bakterier i tarmen, används främst vid förstoppning. I regel ger de inga biverkningar. Fibrer som är olösliga i vatten har inte någon vetenskapligt visad effekt.
Probiotika kan ha viss effekt mot symtom vid IBS. Det finns dock inget test för att se om en enskild person kommer att bli hjälpt av probiotika, eller om IBS-symtomen är orsakade av rubbad bakterieflora. Det är inte heller känt vilka sorters probiotika som har bäst effekt, eller vilka produkter eller mängder som krävs.
Även antidepressiv medicin av typen tricykliska antidepressiva (TCA), exempelvis tryptizol, i små doser har på senare tid börjat användas med goda resultat. Det finns inga undersökningar som med säkerhet kan visa att även selektiva serotoninåterupptagshämmare (SSRI) skulle hjälpa mot smärtan och tarmbesvären vid IBS, men de kan göra att patienten allmänt mår bättre. Även kognitiv beteendeterapi och regelbundet idrottande har påvisat goda resultat i internationella studier[källa behövs]. Hypnosterapi har i en Cochrane-översikt inte undersökts tillräckligt i välgjorda studier för att kunna avgöra dess effektivitet. Vid diarré som dominerande symptom kan ett minskat intag av kostfibrer samt medicin som innehåller loperamid lindra besvären. Vid magkramper ges kramplösande medicin som till exempel Egazil.

### Kostråd
Vid IBS rekommenderas många små måltider med mindre andel fett (till exempel nyckelhålsmärkt mjölk, ost, kött, pålägg). Man bör vara extra noggrann när man tuggar maten eller välja lättuggad mat. Många upplever bekymmer med stekt mat, råkost, nötter och frön. Kaffe, alkohol och kryddor stimulerar tjocktarmen och det kan finnas anledning pröva att minska på sådant. Vissa får mer besvär av fibrer, liksom av mjölk- och mejeriprodukter, grönsaker, frukt och sädesprodukter. Man kan pröva att skala frukten och riva eller hacka grönsaker och pröva finmalda fiberprodukter framför bröd och flingor med stor andel hela korn. Även gasbildande kost som lök, vitlök, linser, bönor och kål bör undvikas. Utöver det kan även starka kryddor ge upphov till gasbildningar i tjocktarmen. Av samma anledning bör man undvika laktos-produkter som även dessa är gasbildande. 
Om gasbesvär är dominerande bör man tänka på att fett i kosten ytterligare kan öka dessa problem. Kolsyrad dryck och tuggummi bör undvikas.

### FODMAP
På senare tid har en särskild kostbehandling, så kallad "Low FODMAP-diet" på engelska, visat sig förbättra symptom hos personer med IBS. Behandlingen utvecklades ursprungligen av forskare på Monash Universitetet i Australien och har sedan dess spritts till andra delar av världen och är idag en gängse kostbehandling för att minska IBS-symptom. Termen FODMAP är en akronym, härledd från "Fermentable Oligo-, Di-, Mono-saccharides And Polyols", fermenterbara, oligo-, di-, monosackarider och polyoler. FODMAP omfattar kortkedjiga kolhydrater, inklusive laktos, fruktos och sorbitol, fruktaner och galaktooligosackarider. Därför innebär FODMAP-kostbehandlingen att bland annat laktos, gluten, fruktos och fibrer från många baljväxter utesluts ur kosten. Det är initialt en elimineringsdiet, med målet att efter symtomförbättring efterhand lägga till livsmedel för att se vad individen tolererar, för att inte kosten ska bli alltför begränsad. Kostbehandlingen skall därför alltid göras i samråd med en dietist.
År 2014 publicerade ett forskningsteam i Norge det första visuella beviset på att en person med IBS har ett tarmsystem som fungerar annorlunda än hos en frisk person. För att testa hur en frisk kontra en IBS-tarm reagerar på FODMAP lät forskarna 52 IBS-patienter och 16 friska personer äta 10 gram laktulos, som är en artificiell FODMAP. En timme senare fotograferades tarmen med magnetkamera. Bilden visar tydligt skillnaden mellan en frisk tarm till vänster och den IBS-drabbades tarm till höger, där tunntarmen är fylld med betydligt mer vätska. Det forskarna har som teori är att IBS-patienters tarm utsöndrar mer vätska när den triggas av FODMAP, detta samband syns alltså inte hos en frisk person.